# Gekijōban Naruto shippūden: Kizuna
Gekijōban Naruto shippūden: Kizuna (jap. 劇場版 NARUTO −ナルト− 疾風伝絆) jest piątym filmem pełnometrażowym, który powstał na podstawie mangi Naruto autorstwa Masashiego Kishimoto. Jego premiera w Japonii odbyła się 2 sierpnia 2008 r. Film został wydany na DVD 22 kwietnia 2009 r.

## Zarys fabuły
Tajemnicza grupa shinobi znana jako Podniebni Ninja przypuszcza niespodziewany atak na Konohe. Chcą zemścić się za porażkę w Wielkiej Wojnie Shinobi. Koszmar kolejnej Wielkiej wojny Ninja może stać się rzeczywistością. Atak z zaskoczenia latających ninja wywołuje w wiosce chaos. Konoha zostaje ostrzelana z powietrza. W tym czasie do wioski przybywa Amaru z informacją, że jej wioska została zaatakowana. Poszukuje również swojego mistrza, który aktualnie miał przebywać w Konoha, a był niezbędny do leczenia rannych w jego wiosce. Zostaje powołana trzyosobowa drużyna składająca się z Naruto, Sakury i Hinaty, która ma im towarzyszyć w drodze do wioski, a następnie pomóc jej mieszkańcom. Konoha wysyła oddział specjalny w celu znalezienia bazy sora ninja. W tej grupie znajdują się m.in. Shikamaru, Kakashi i Sai. W międzyczasie Sasuke zostaje wysłany przez Orochimaru z misją pojmania pewnego człowieka, który jest w stanie udoskonalić technikę reinkarnacji.

## Bohaterowie
| Postacie       | Dubbing japoński | Dubbing amerykański  |
| -------------- | ---------------- | -------------------- |
| Naruto Uzumaki | Junko Takeuchi   | Maile Flanagan       |
| Sasuke Uchiha  | Noriaki Sugiyama | Yuri Lowenthal       |
| Sakura Haruno  | Chie Nakamura    | Kate Higgins         |
| Hinata Hyūga   | Nana Mizuki      | Stephanie Sheh       |
| Sai            | Satoshi Hino     | Benjamin Diskin      |
| Kakashi Hatake | Kazuhiko Inoue   | Dave Wittenberg      |
| Neji Hyūga     | Kōichi Tōchika   | Steve Staley         |
| Shino Aburame  | Unshō Ishizuka   | Derek Stephen Prince |
| Akamaru        | Motoko Kumai     | Jamie Simone         |
| Kiba Inuzuka   | Kōsuke Toriumi   | Kyle Hebert          |
| Rock Lee       | Yōichi Masukawa  | Brian Donovan        |
| Shikamaru Nara | Shōtarō Morikubo | Tom Gibis            |